# Протокол Signal
Протокол Signal (англ. Signal Protocol, раніше відомий як англ. TextSecure Protocol) — криптографічний протокол, створений компанією Open Whisper Systems для забезпечення наскрізного шифрування голосових викликів, відеодзвінків  і миттєвих повідомлень  .  Протокол був розроблений Open Whisper Systems у 2013 році  і вперше був представлений в додатку TextSecure з відкритим вихідним кодом, який пізніше було об'єднано в додаток Signal.  Кілька додатків з закритим вихідним кодом, наприклад, такі як WhatsApp, стверджують, що реалізували цей протокол, який, за їхніми словами, шифрує розмови «більше мільярда людей у всьому світі»  .  Facebook Messenger також стверджують, що вони пропонують цей протокол для додаткових «секретних сеансів зв'язку», як і Google Allo для свого «режиму інкогніто».
Протокол поєднує в собі Double Ratchet Algorithm, prekeys [en] і розширений протокол потрійного обміну ключами Діффі-Хеллмана (3-DH)  і використовує Curve25519 [en] , AES-256 і HMAC — SHA256 як примітиви .